# Салун

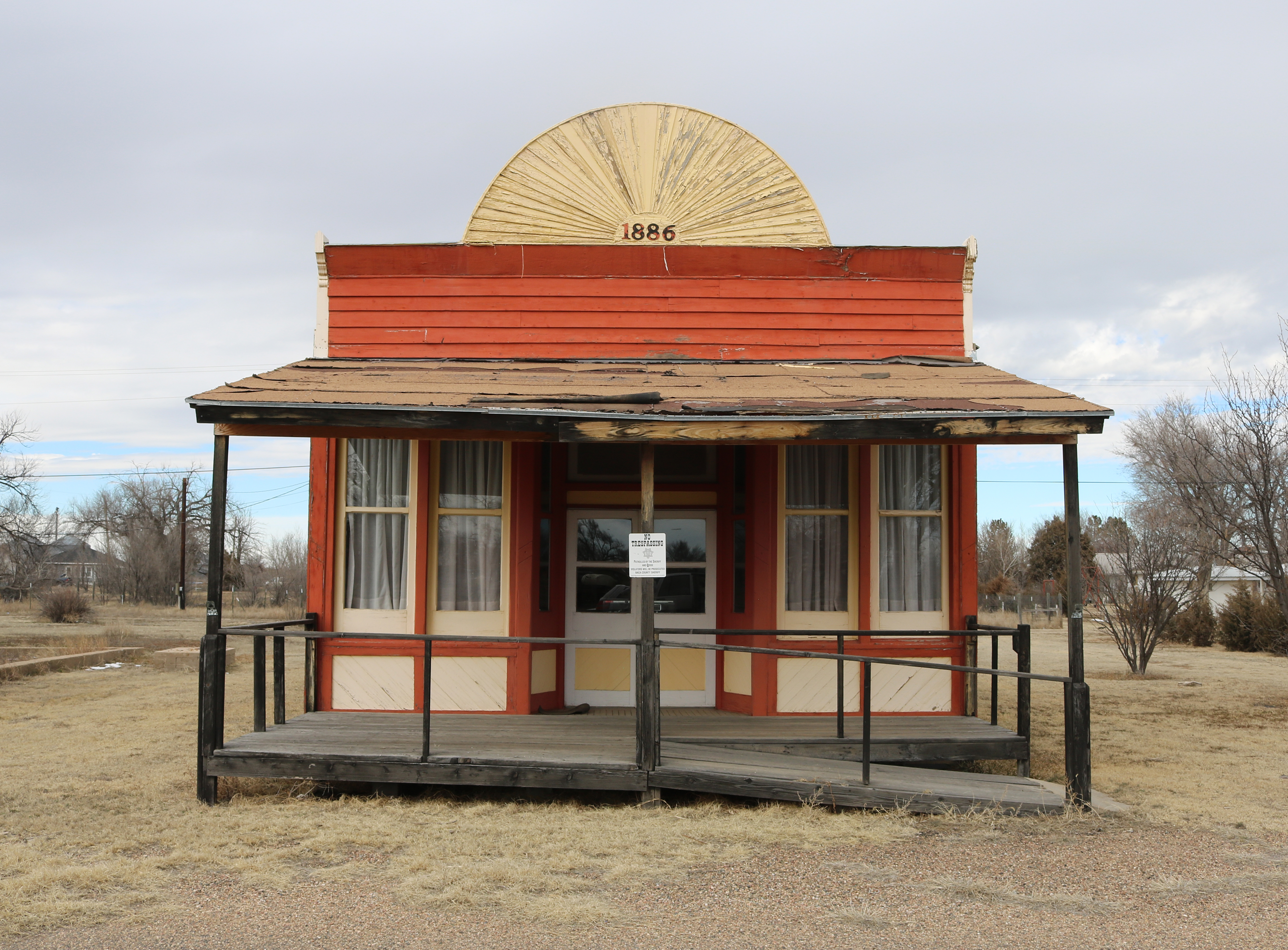
Салун у Віласі, штат Колорадо

Салу́н (англ. saloon) — різновид бару на Дикому Заході. В салунах, окрім алкогольних напоїв, часто пропонувалися азартні ігри та виступи співачок і танцівниць. Відвідувачами здебільшого були представники світлошкірого робітничого населення.
Епоха салунів тривала від часу відкриття першого закладу «Салун Брауна» на території сучасного штату Вайомінг 1822 року, до доби «сухого закону» 1920 року.

## Історія

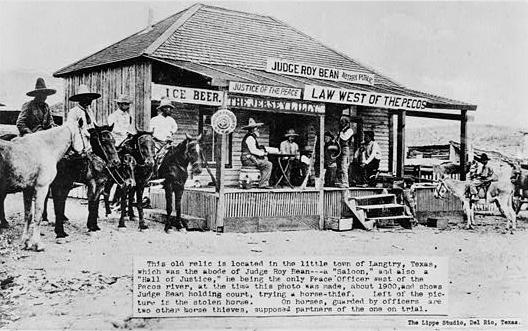
Салун у Техасі (бл. 1900 року).

Слово «салун» виникло як альтернативна форма «салон» — велика зала в громадському місці для розваг тощо. Вперше зафіксоване в 1728 році. В першій половині XIX століття салунами також називалися пасажирські яхти чи залізничні вагони, де відбувалися розважальні заходи. В Сполучених Штатах це слово набуло значення громадського бару до 1841 року. Першим салуном у сучасному розумінні був «Салун Брауна», відкритий в 1822 році біля Браунс-парк на кордоні Вайомінгу, Колорадо та Юти. На початках головними відвідувачами таких закладів були ковбої, солдати й шахтарі.
У США салуни почали тісно співпрацювати з пивоварнями на початку 1880-х. Зі зростанням потужностей пивоварні почали застосовувати британську систему, за якої вони безпосередньо володіли закладами, де продавали алкоголь. Компанія «Schlitz Brewing Company» та кілька інших заснували систему салунів задля реклами свого пива та залучення споживачів.

## Оформлення та обслуговування

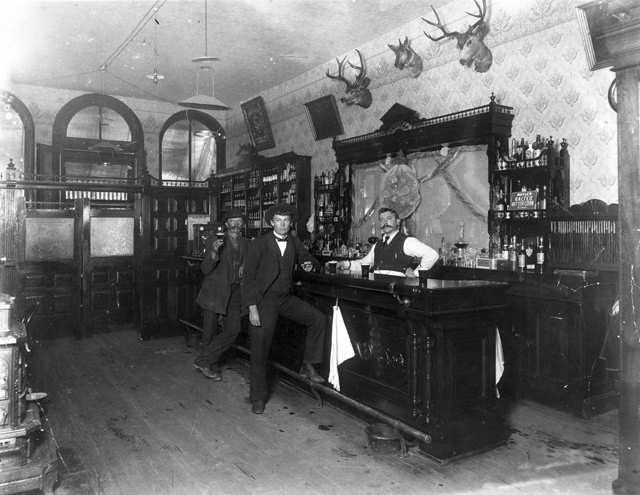
Інтер'єр салуну в Блек-Гоці, штат Колорадо, 1897 р.

Найпомітнішою рисою салунів були двері з двох половин, які займали у дверному проємі висоту від колін до грудей пересічного відвідувача. Втім, вони не були обов'язковим елементом, хоча в спекотних регіонах мали практичне застосування: забезпечували вентиляцію та дозволяли одразу бачити хто входить. На американському Заході салуни часто будувалися з підручних матеріалів. У міру зростання міст, багато готелів стали будувати салуни з верандами.
Вигляд салунів відрізнявся залежно від етнічної групи, що населяла місцевість, і типової аудиторії. Ірландці віддавали перевагу стоячим місцям, головним напоєм був віскі, а жінки обслуговувалися з чорного ходу. Німецькі салуни були яскравіше освітлені, там частіше подавали ресторанні страви, подавали пиво на столи, а володіли ними цілі родини. Скандинави, євреї, греки та італійці частіше випивали в клубах, або надворі. В фермерських місцевостях салуни частіше оформлювалися всередині рогами, шпорами й сідлами, в мисливських — опудалами. За барною стійкою нерідко висів малюнок оголеної жінки.
Пиво до 1880-х подавалося теплим, поки не набули поширення холодильні установки. Також, в салунах подавали віскі та мікси з текіли чи лікерів з додаванням інших напоїв, алкогольних і безалкогольних. Деякі салуни спеціалізувалися на азартних іграх, інші працювали як ресторани. До салунів зазвичай допускалися тільки «білі» люди, відвідувати їх було заборонено індіанцям або китайцям, присутність темношкірого населення не схвалювалася. З жінок в салуні могли перебувати тільки працівниці — танцюристки, співачки чи «поважні леді», робота яких полягала в розвазі відвідувачів під час азартних ігор чи складанні пари на танці тощо. Попри стереотип, небагато «поважних леді» насправді були повіями. Вважалося образою для власників салуну та присутніх, якщо відвідувач не замовляв бодай найменшої випивки.
Нерідко в салунах пропонувалися безкоштовні ланчі за умови покупки алкоголю. Ці безкоштовні ланчі зазвичай коштували салуну набагато більше, ніж ціна однієї порції алкоголю, але були солоні, спонукаючи купувати більше напоїв. Така традиція була поширена в салунах багатьох регіонів США.

## Галерея

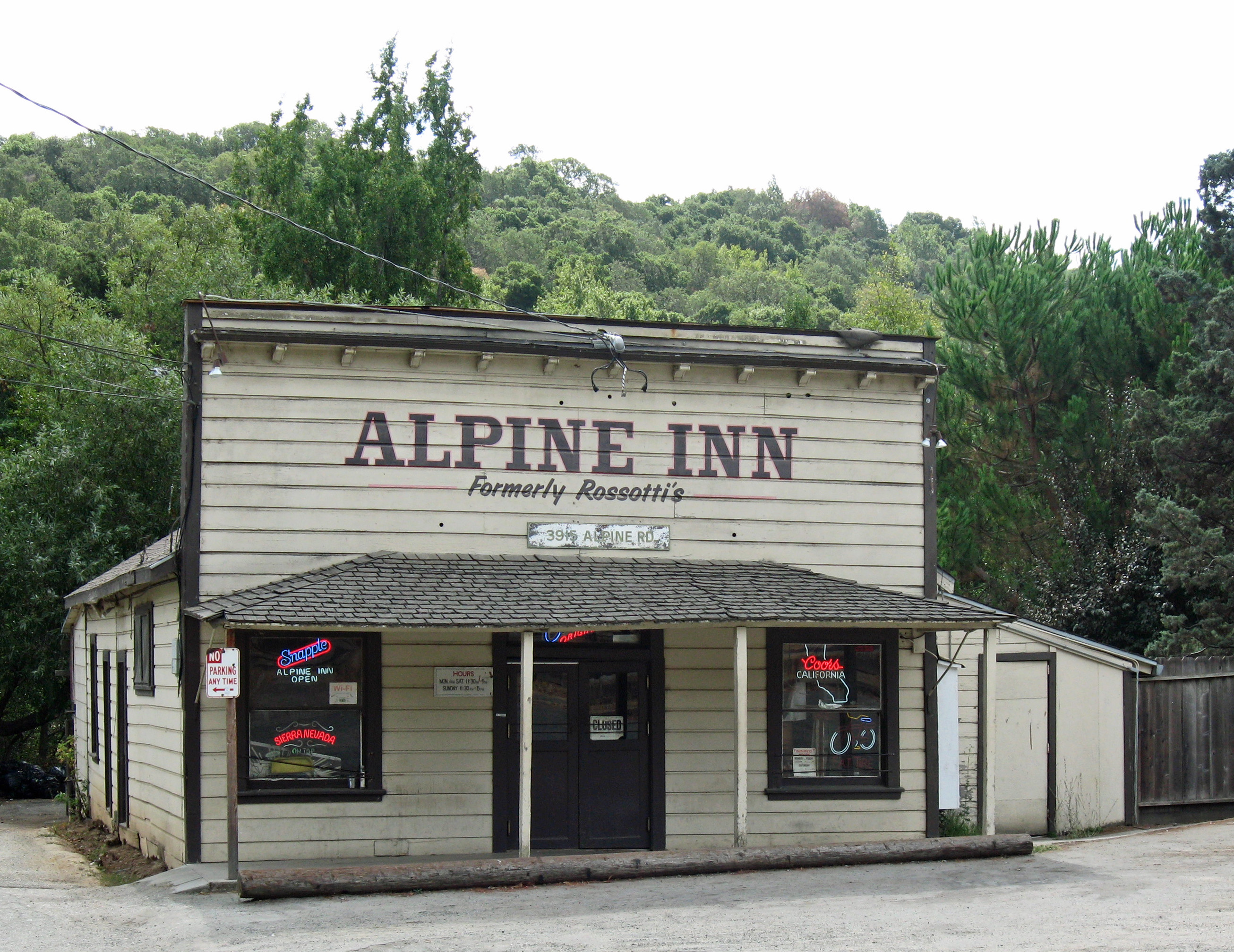
«The Alpine Inn», колишній «Rossotti's Saloon», Портола-Воллі, збудований у 1850 р.
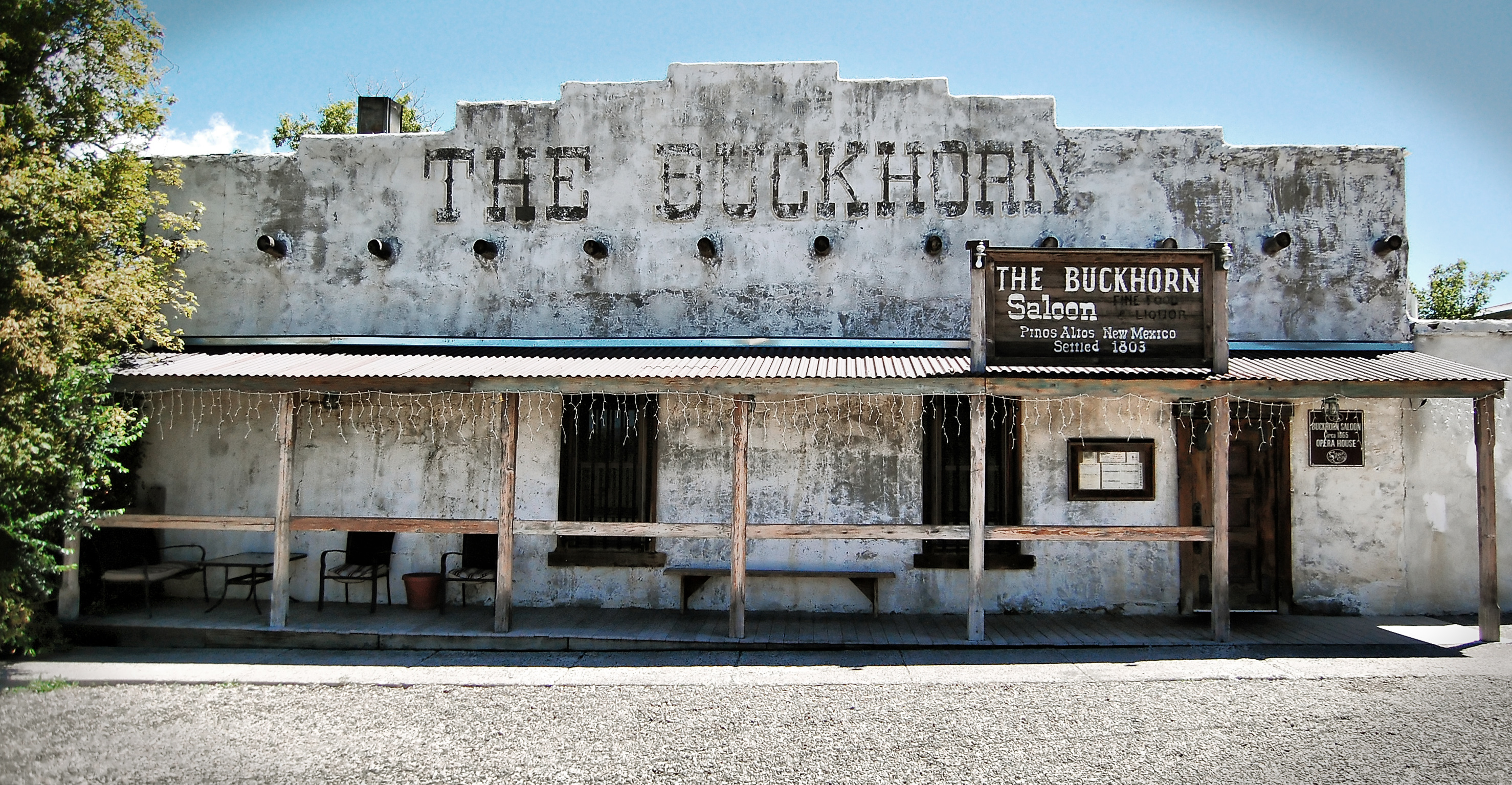
«Buckhorn Saloon» в Пінос-Алтос, Нью-Мексико, збудований близько 1860 р.
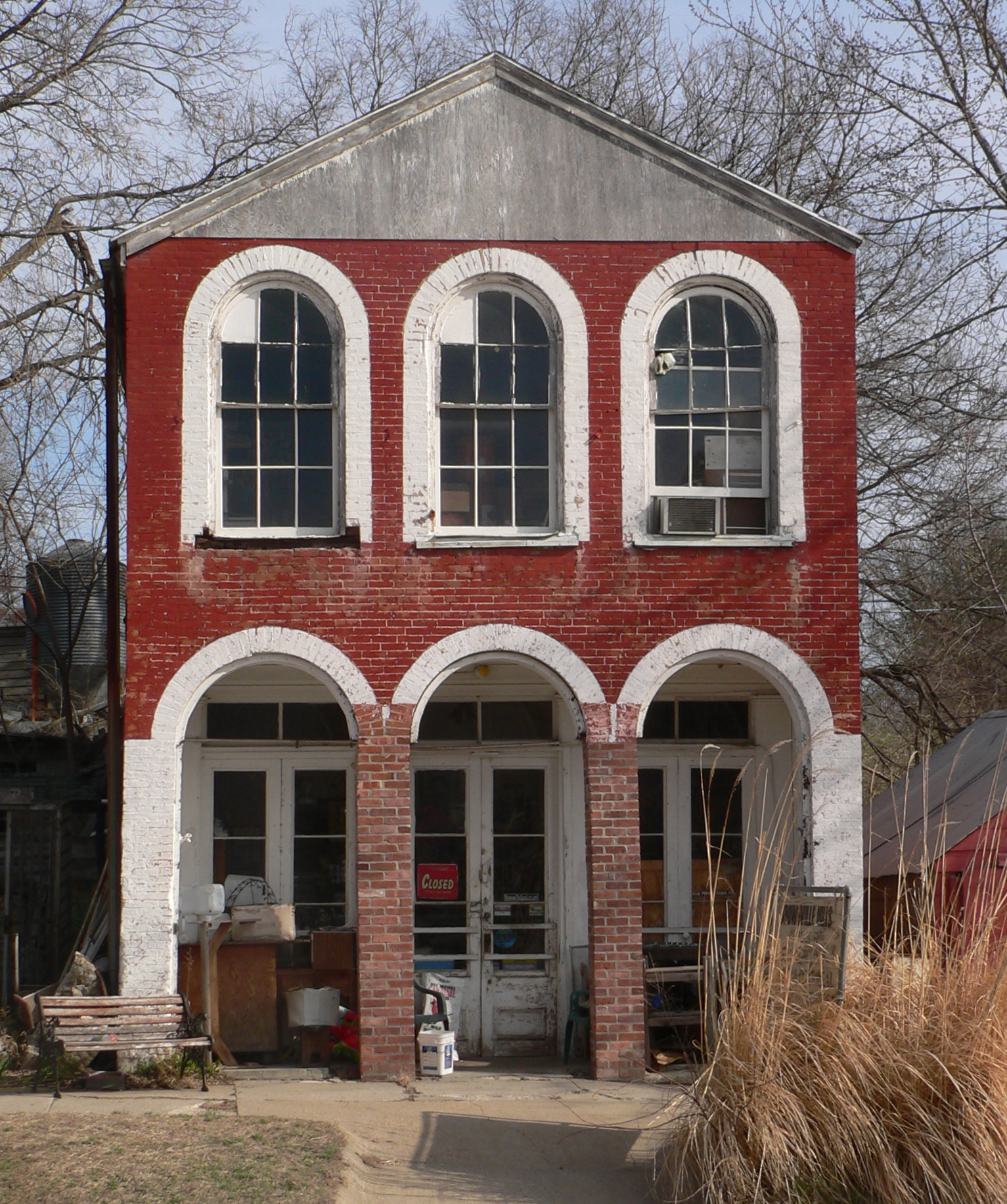
«Lone Tree Saloon» у Браунвіллі, Небраска, збудований близько 1868 р.
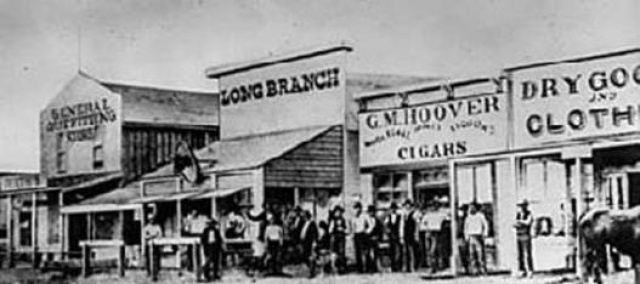
«Long Branch Saloon» в Додж-сіті, Канзас, збудований близько 1874 р.
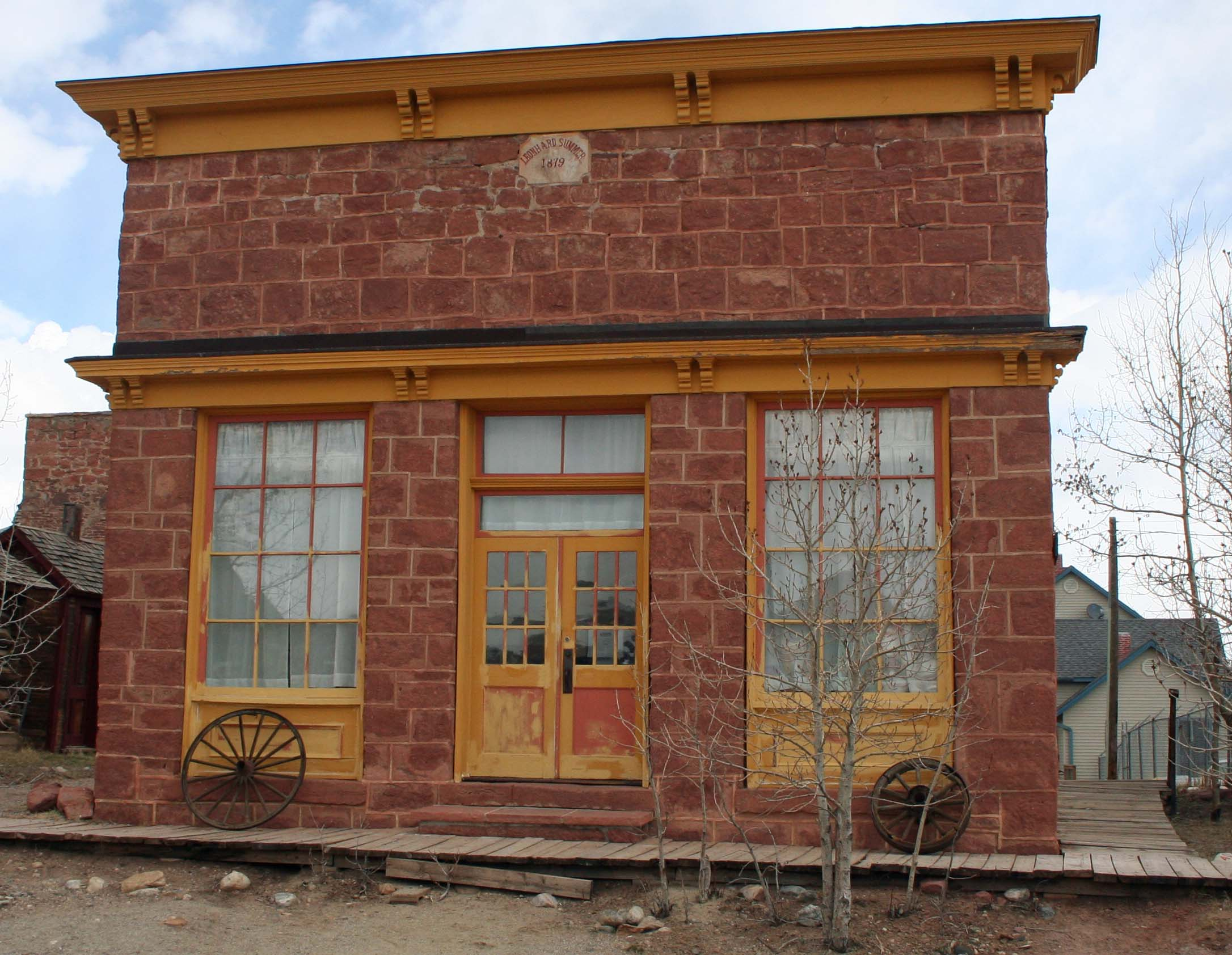
«Summer Saloon» у Феаплеї, Колорадо, збудований в 1879 р.
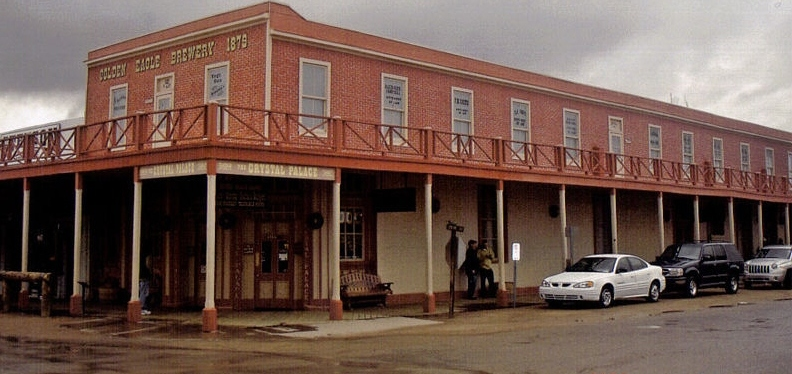
«Crystal Palace», колишній «Golden Eagle Brewery» в Томбстоуні, Аризона, збудований в 1879 р.
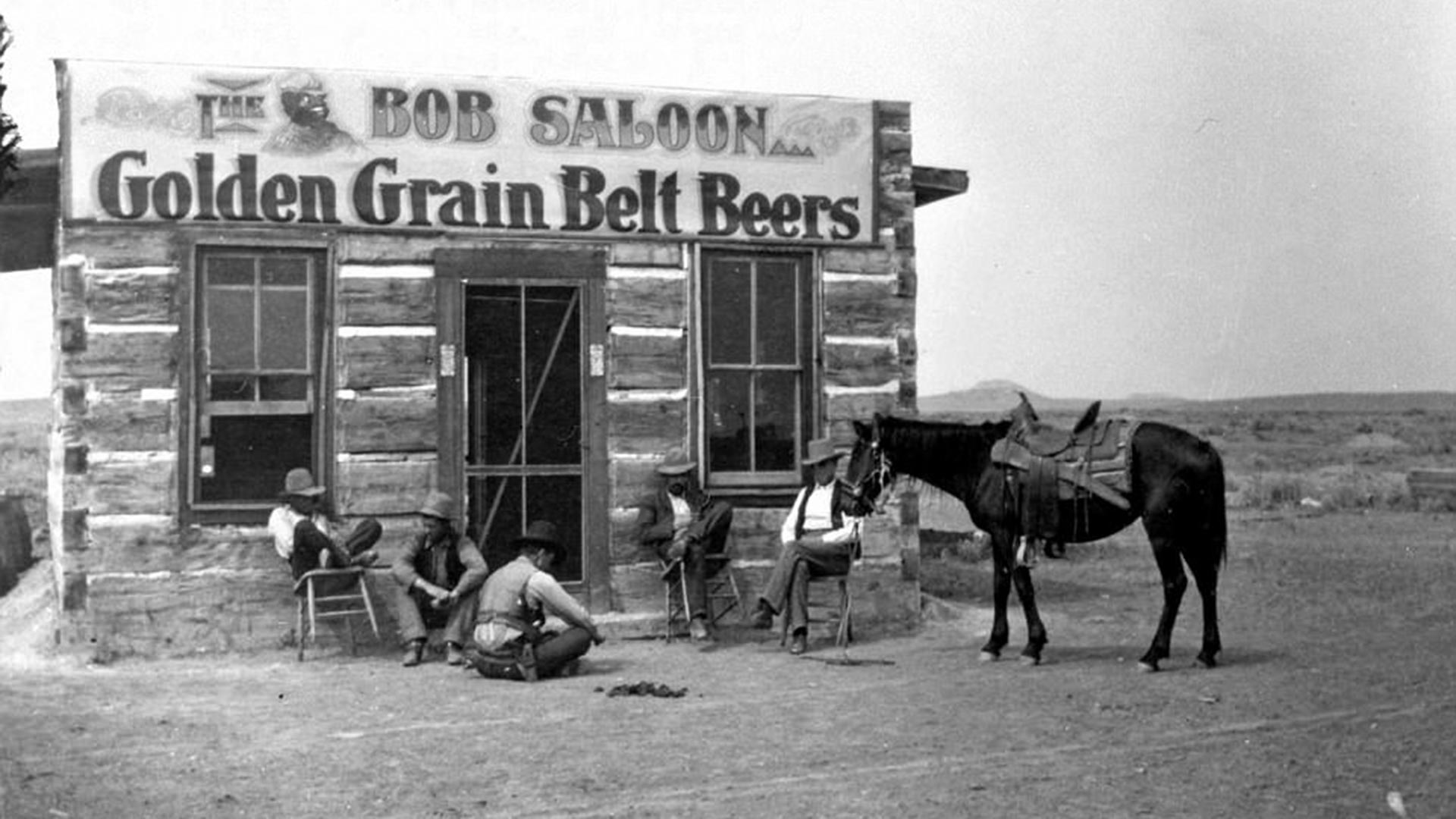
«The Bob Saloon» у Майлз-сіті, Монтана, 1880 р.
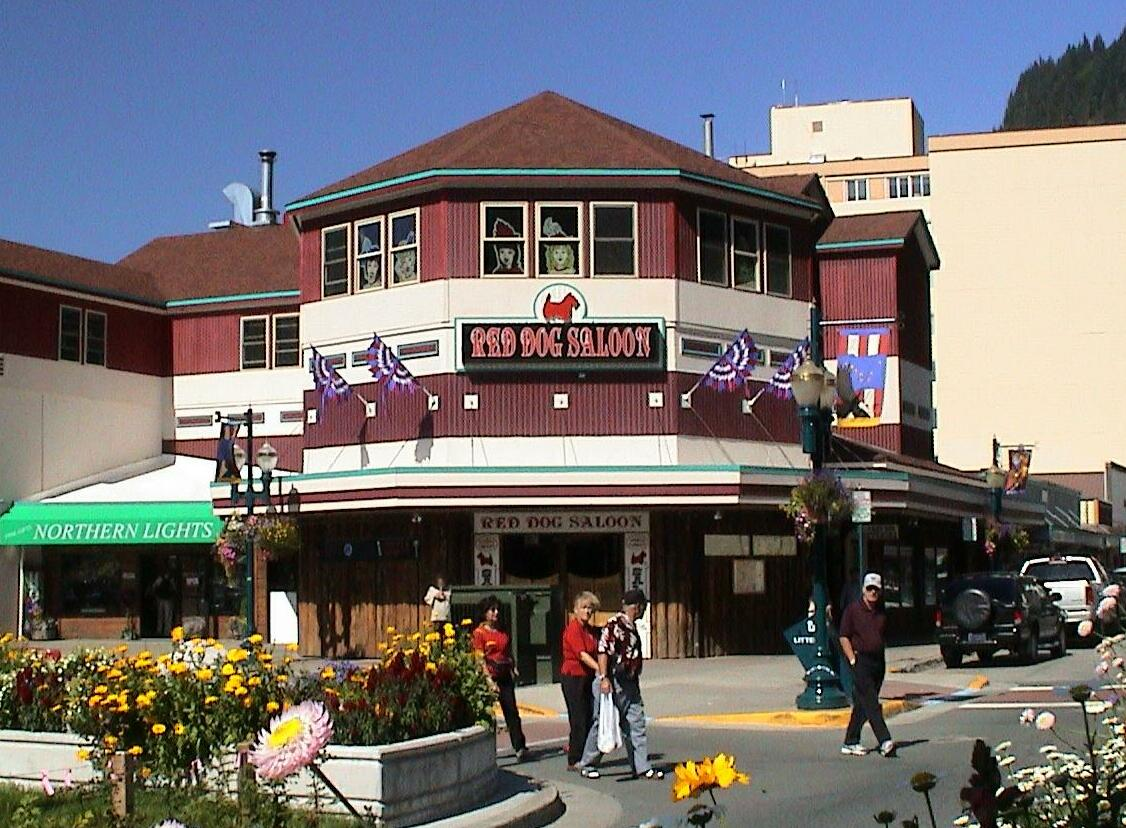
«Red Dog Saloon» в Джуно, Аляска, збудований близько 1881 р.
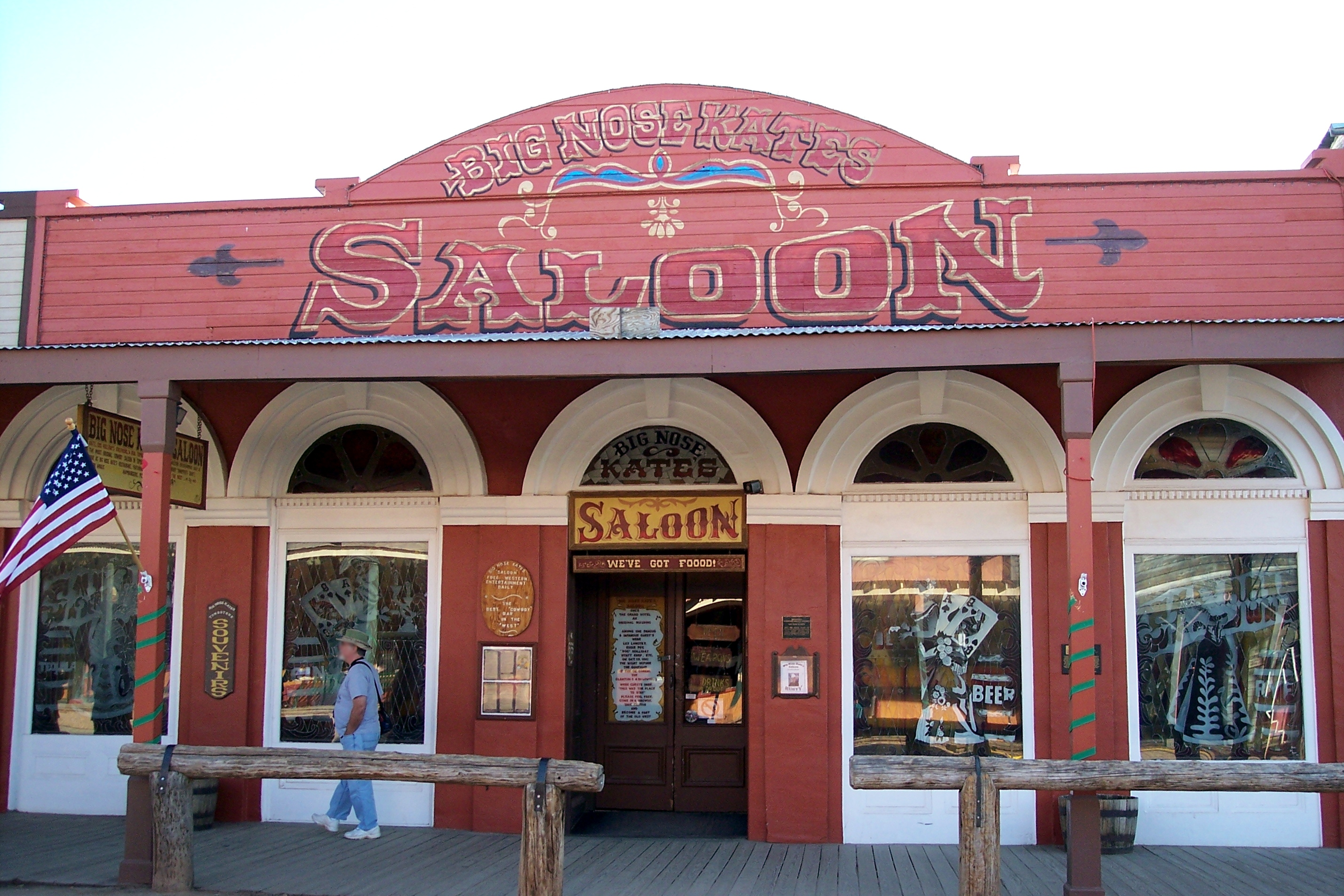
«Big Nose Kate's Saloon», колишній «Grand Hotel», в Томбстоуні, Аризона, збудований в 1881 р.
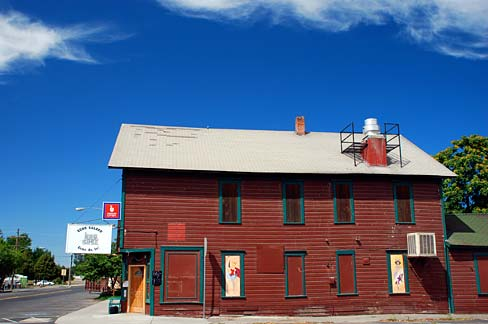
«Echo Saloon» в Іхо, Орегон, збудований близько 1883 р.
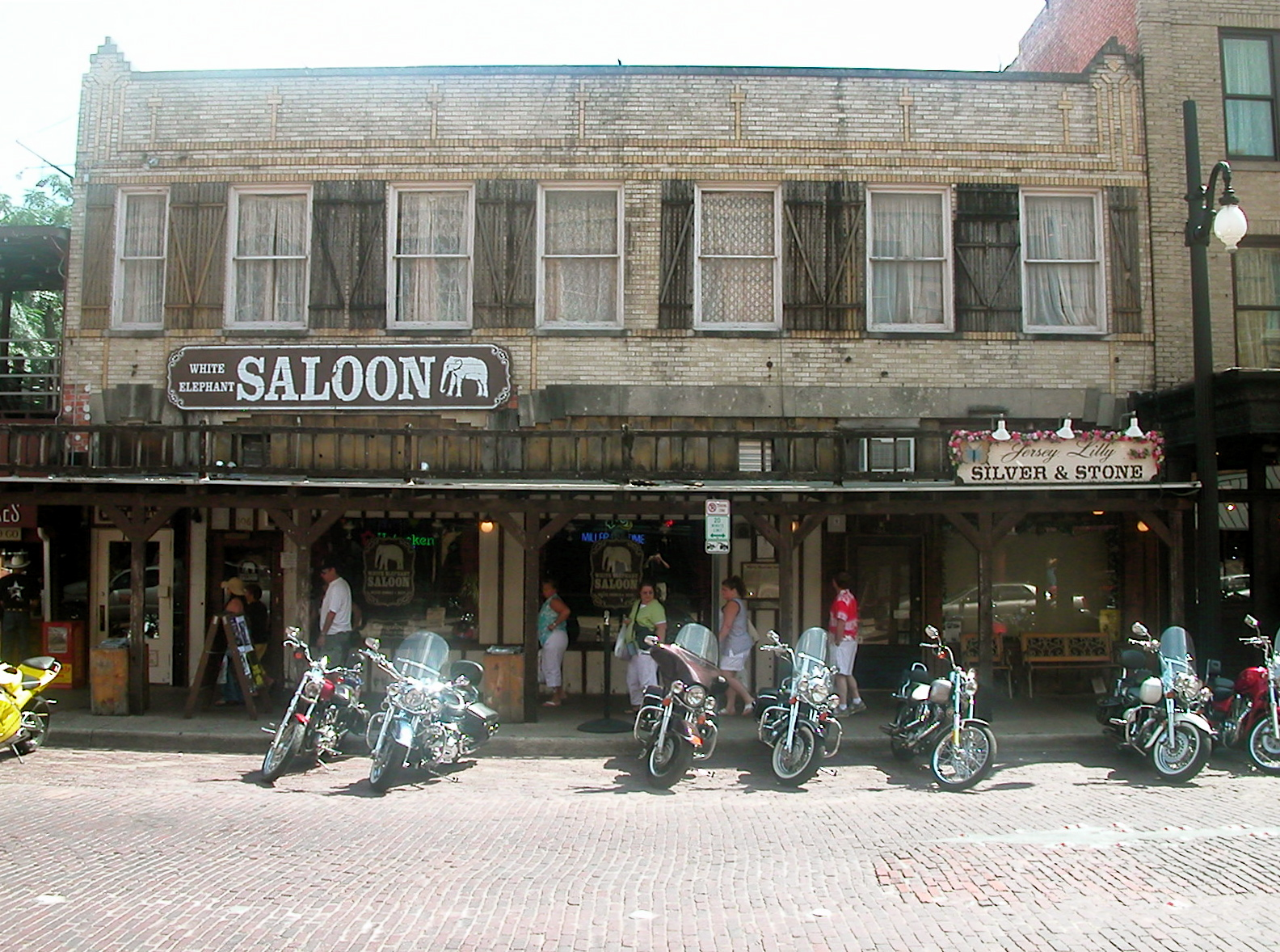
«White Elephant Saloon» у Форт-Ворті, Техас, збудований в 1884 р.
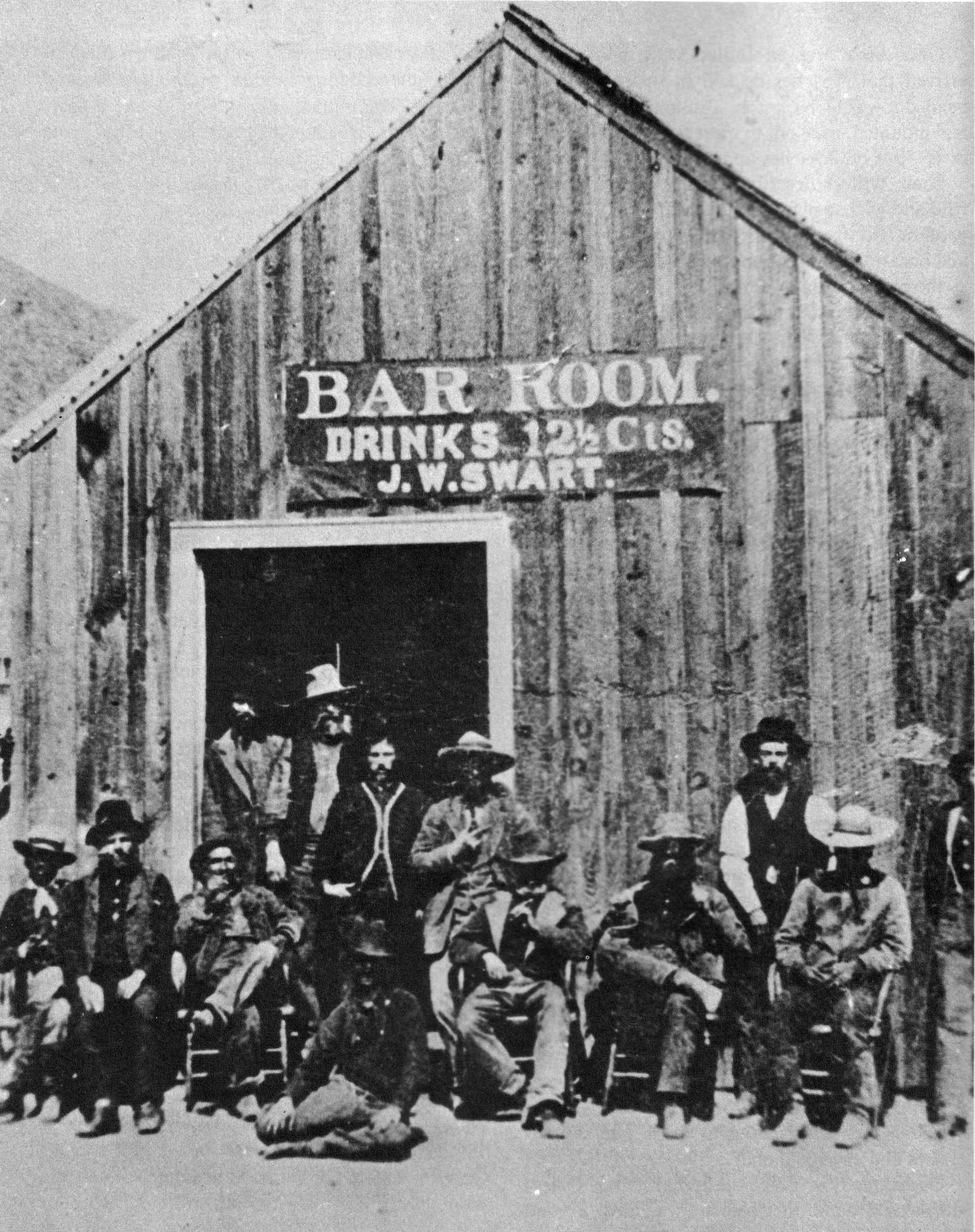
«Bar Room» у 1885 р., Чарльзтон, Аризона.
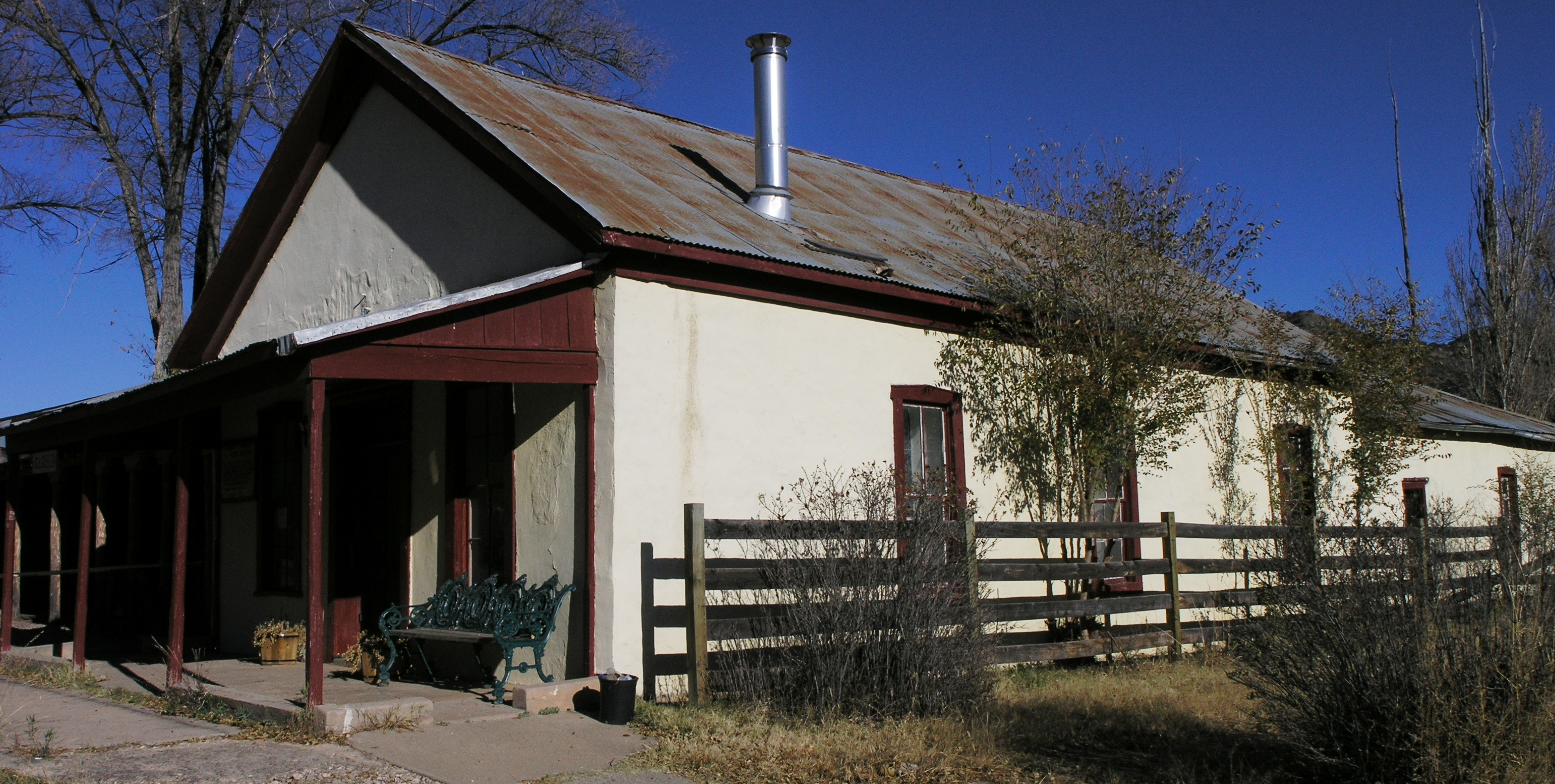
«Curry Saloon» в Лінкольні, Нью-Мексико, збудований в 1887 р.
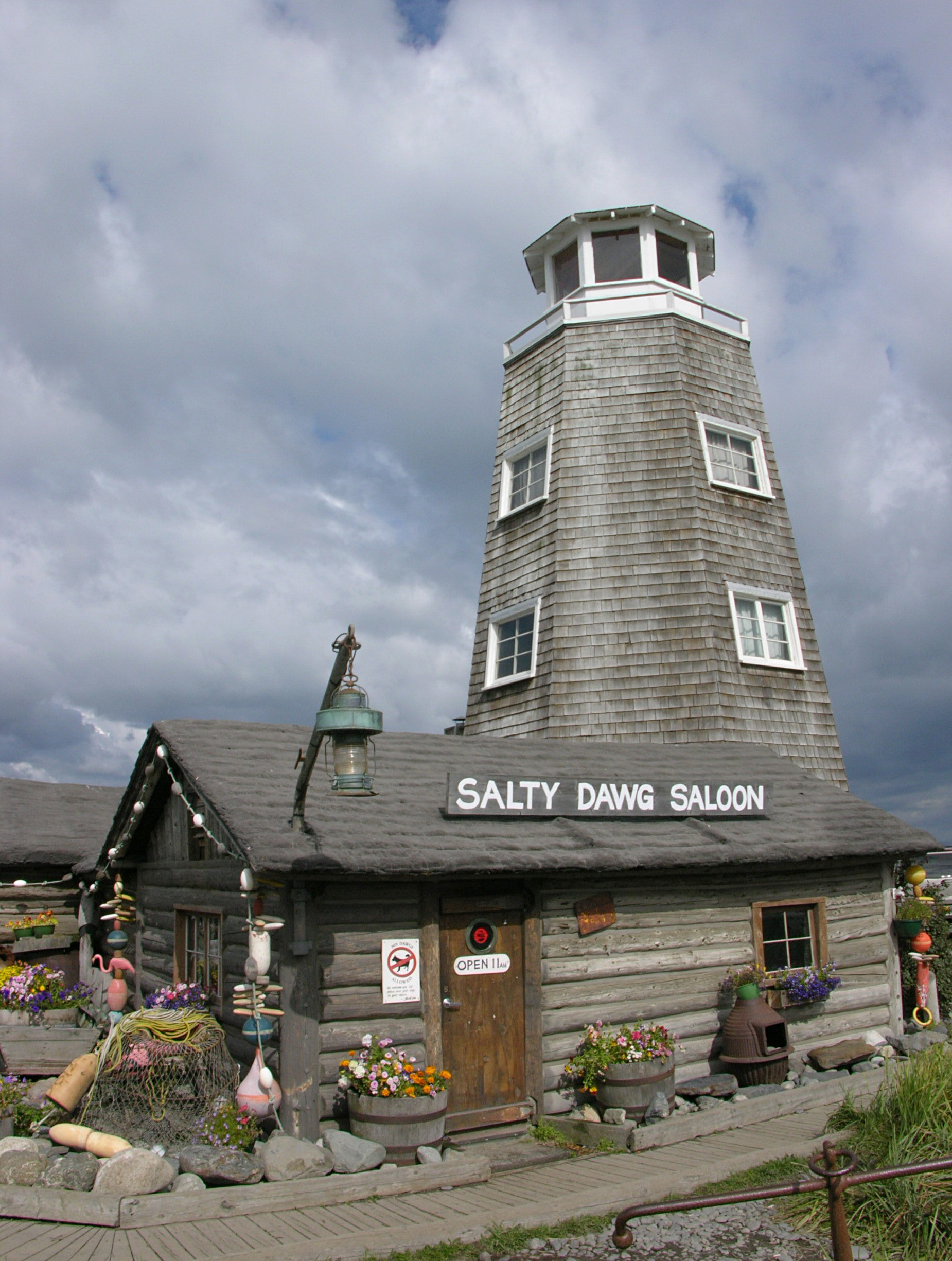
«Salty Dawg Saloon» в Гомері, Аляска, збудований в 1897 р.
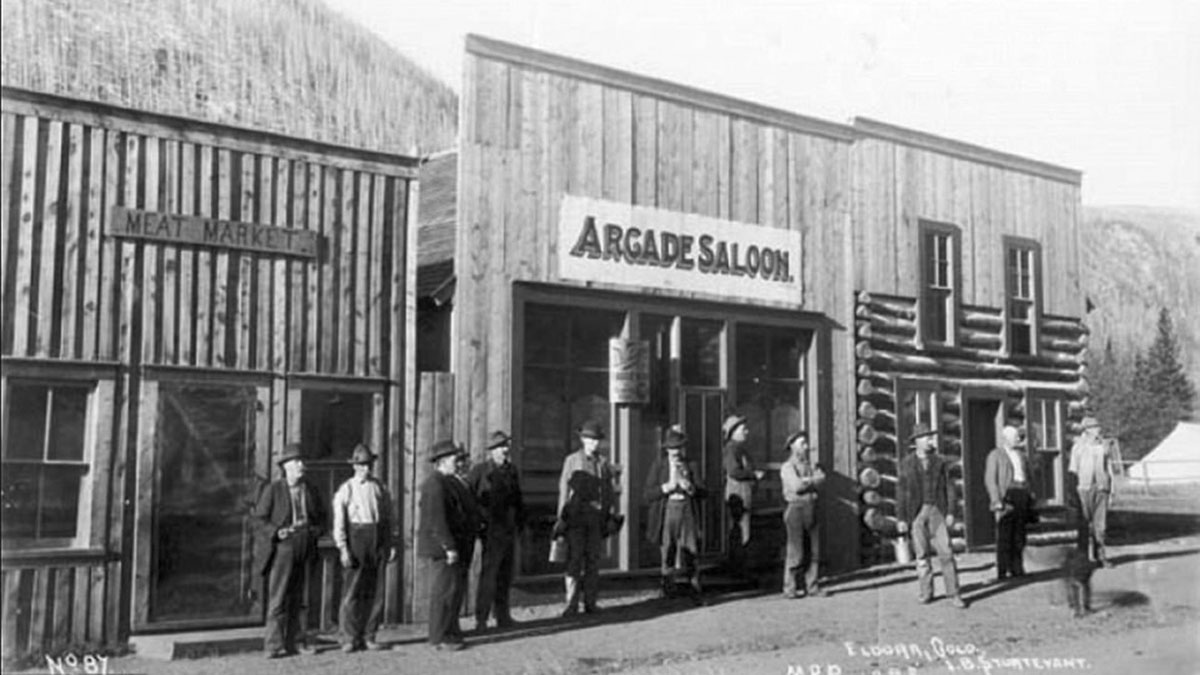
«Arcade Saloon» у 1898 р., Ельдора, Колорадо.
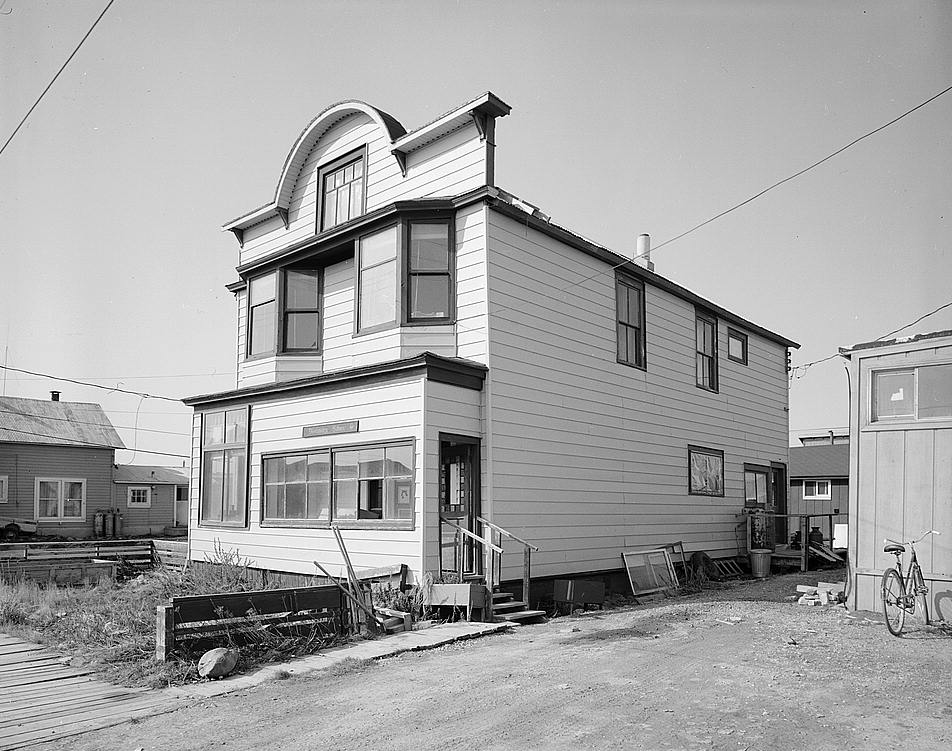
«Discovery Saloon» в Номі, Аляска, збудований в 1901 р.
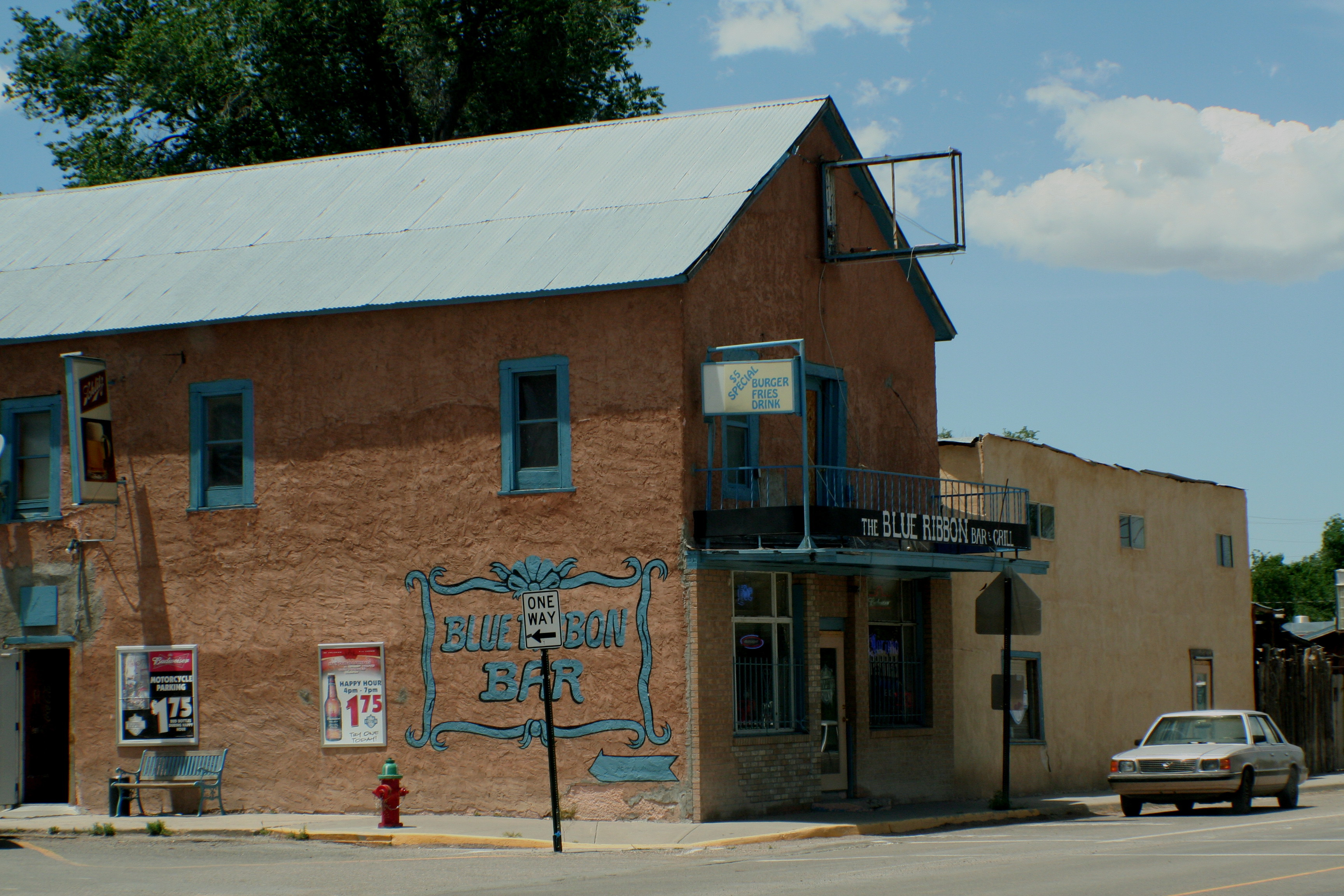
«Blue Ribbon Bar & Grill», колишній «Estancia Saloon» в Естанції, Нью-Мексико, збудований в 1903 р.
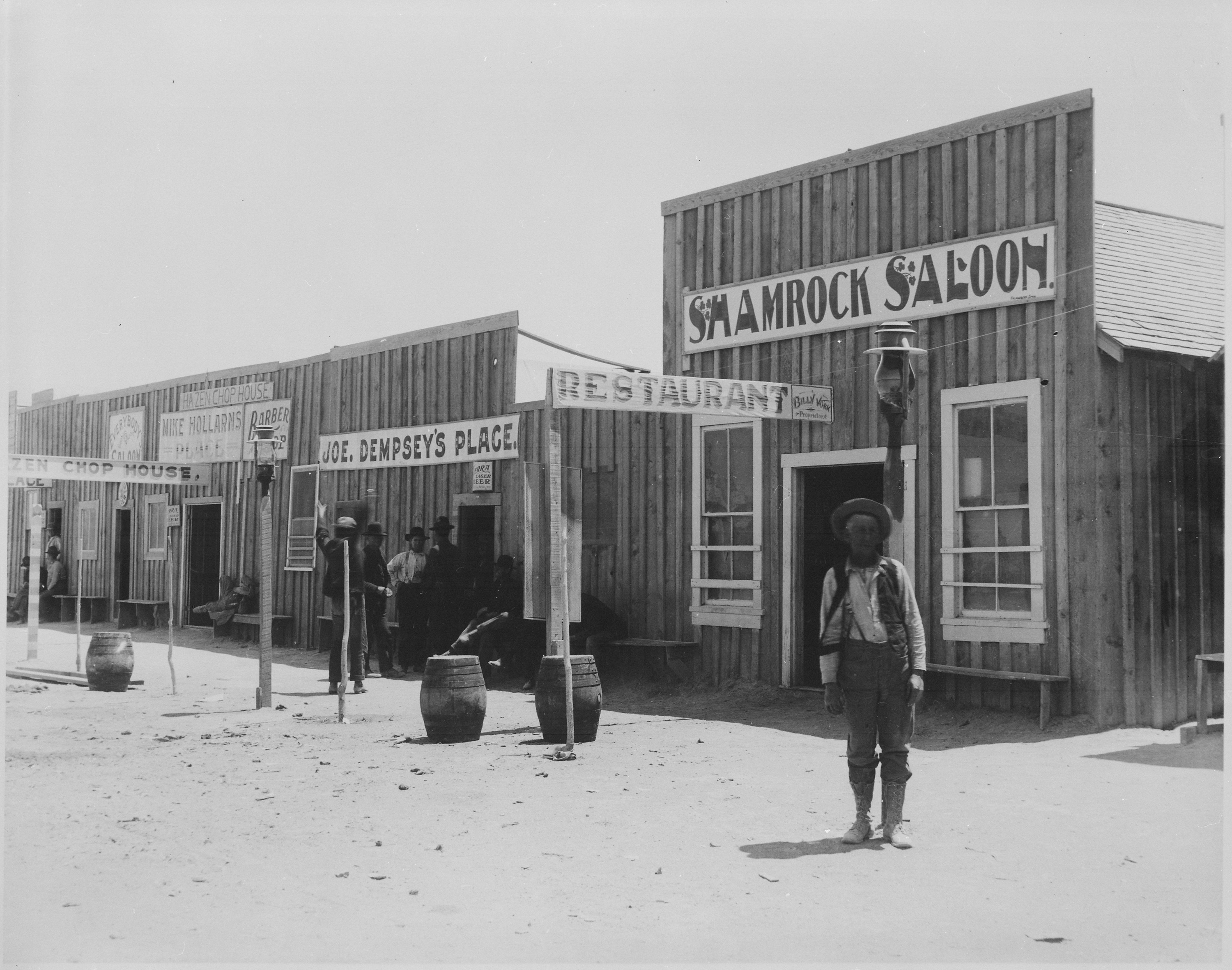
«Shamrock Saloon» в 1905 р., Газен, Невада.
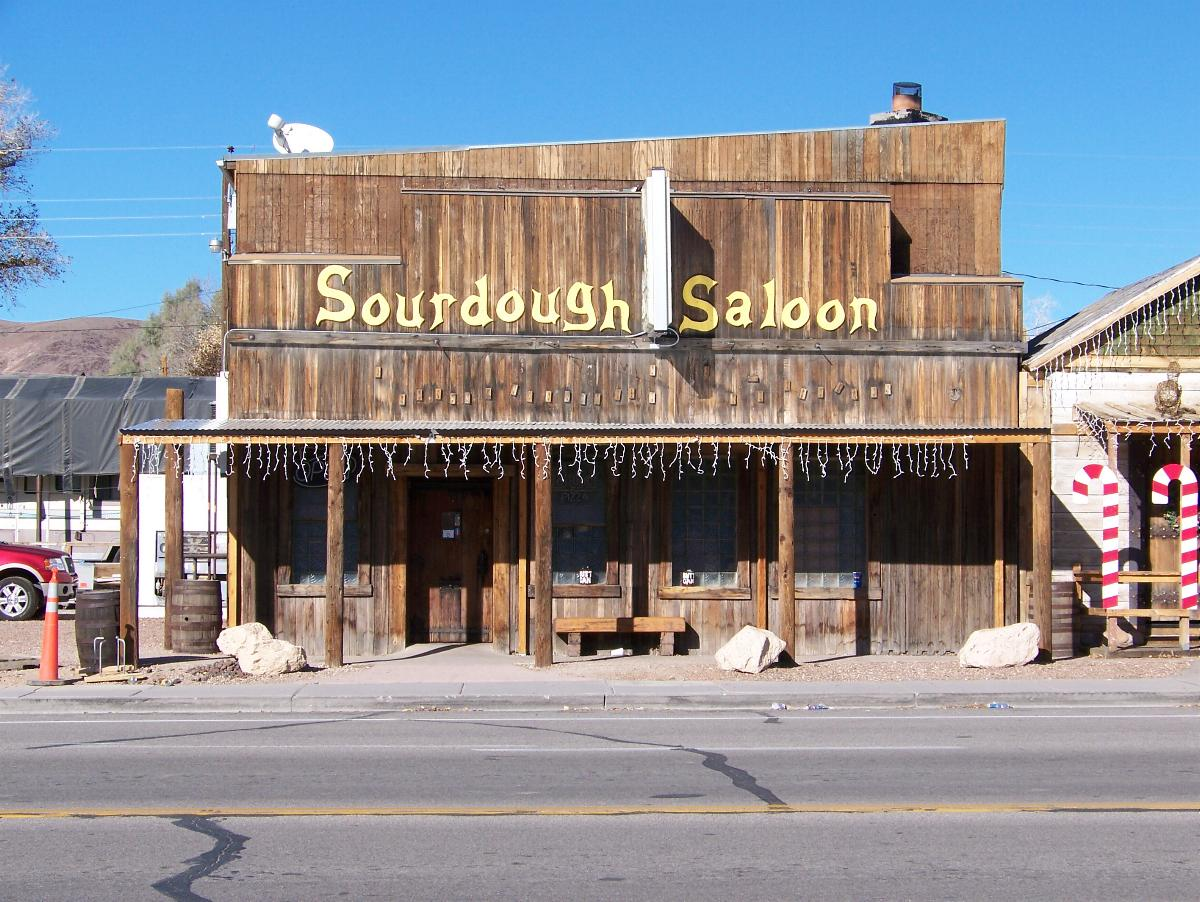
«Sourdough Saloon» в Бітті, Невада, збудований близько 1905 р.
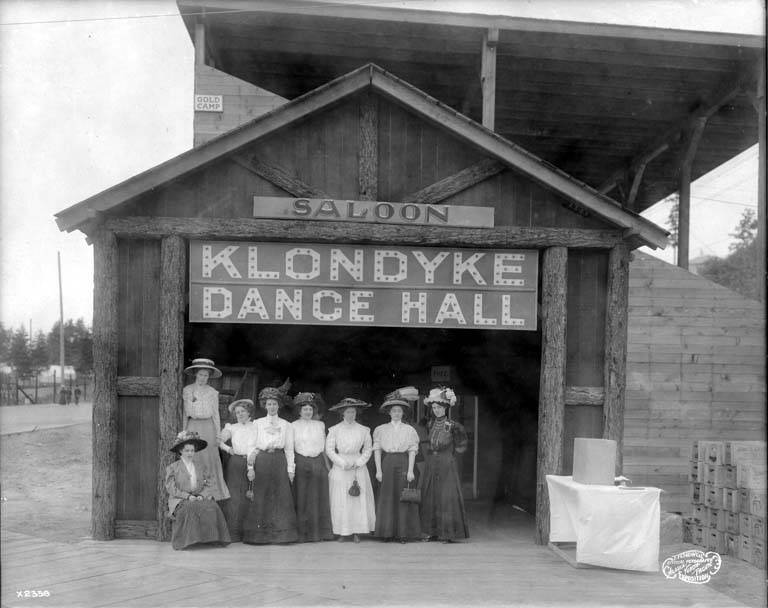
«Klondyke Dance Hall & Saloon» в 1909, Сіетл, Вашингтон.
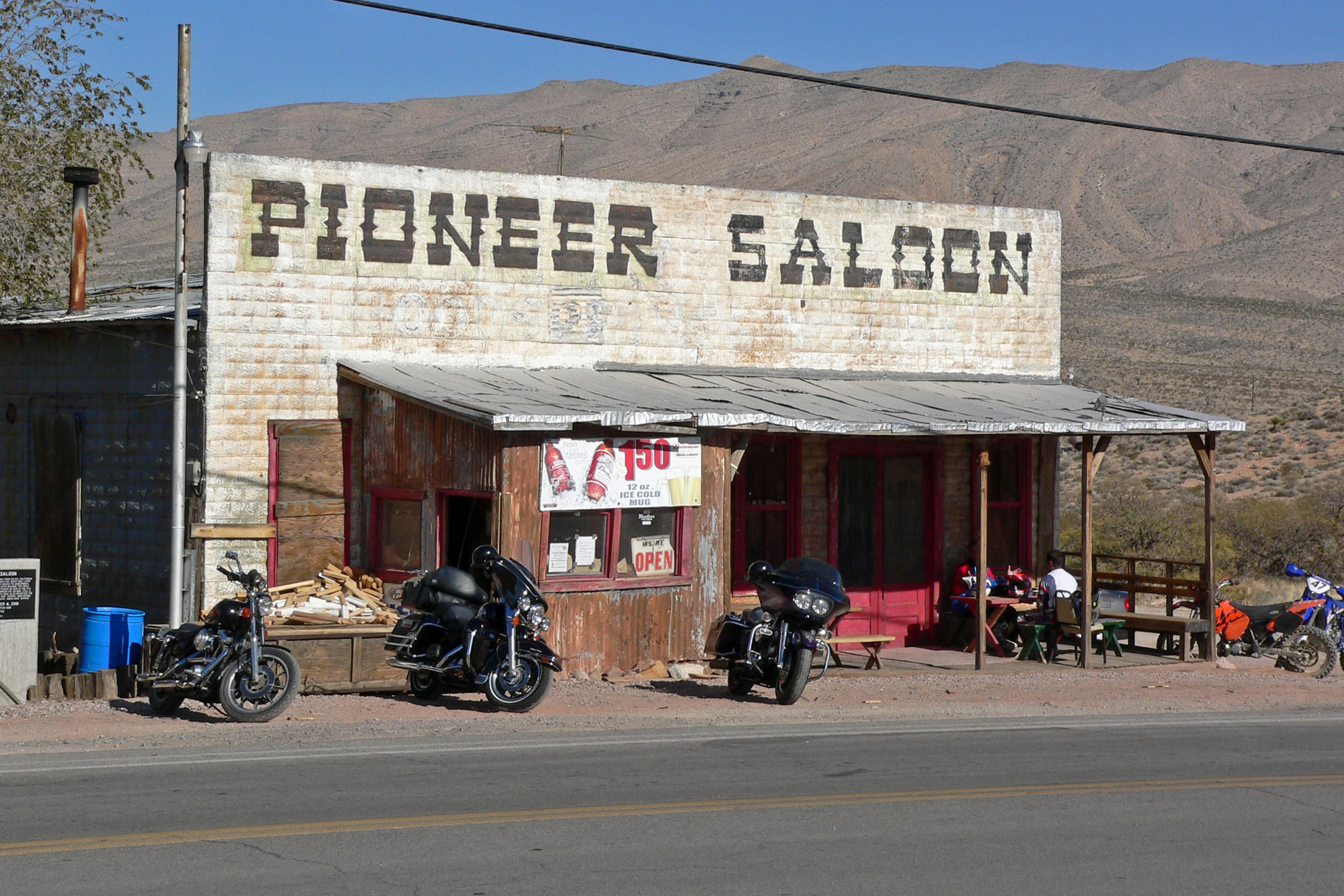
«Pioneer Saloon» в Ґудспрінгсі, Невада, збудований в 1913 р.
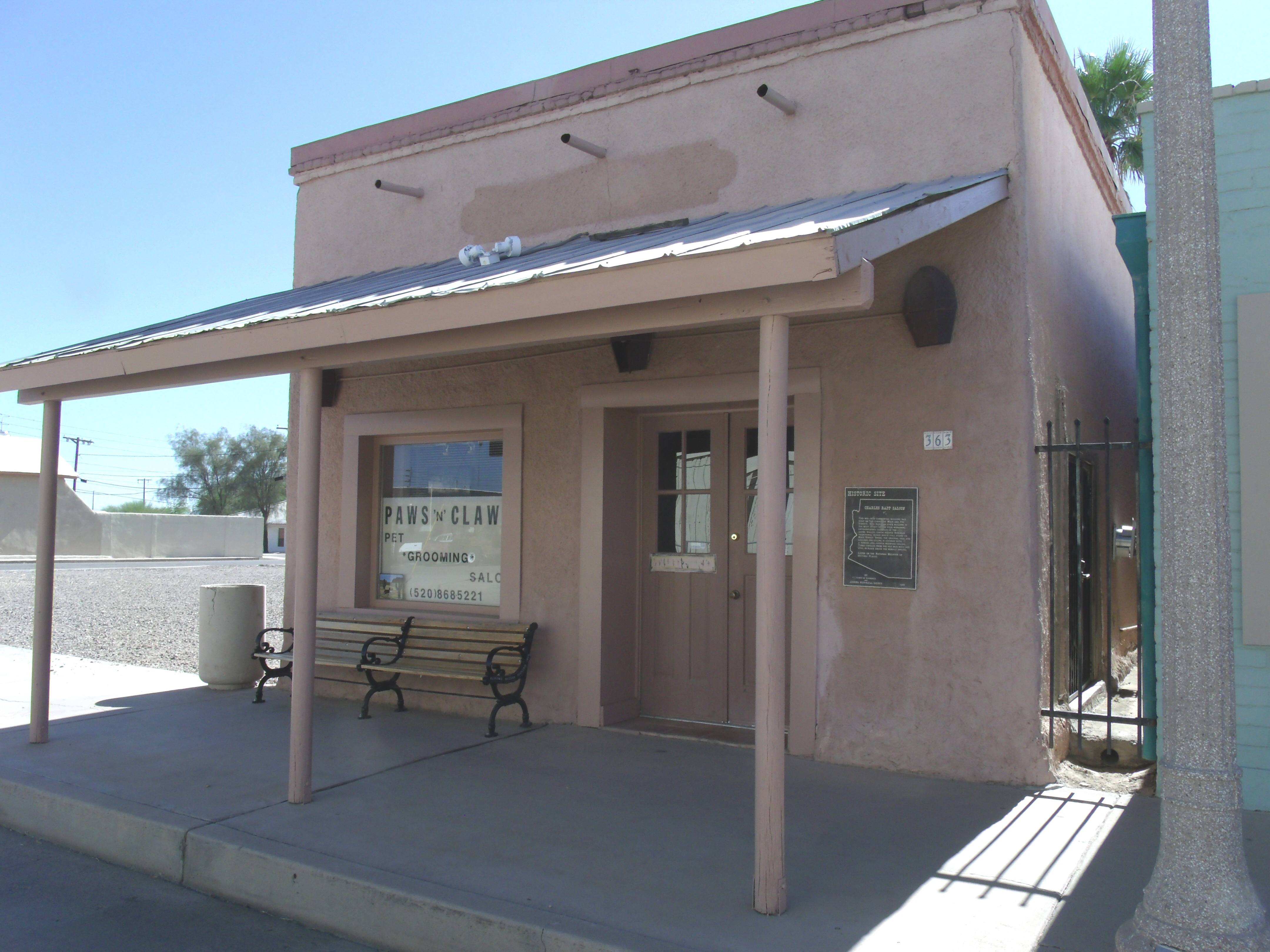
«Charles Rapp Saloon» у Флоренсі, Аризона, збудований в 1875 р.
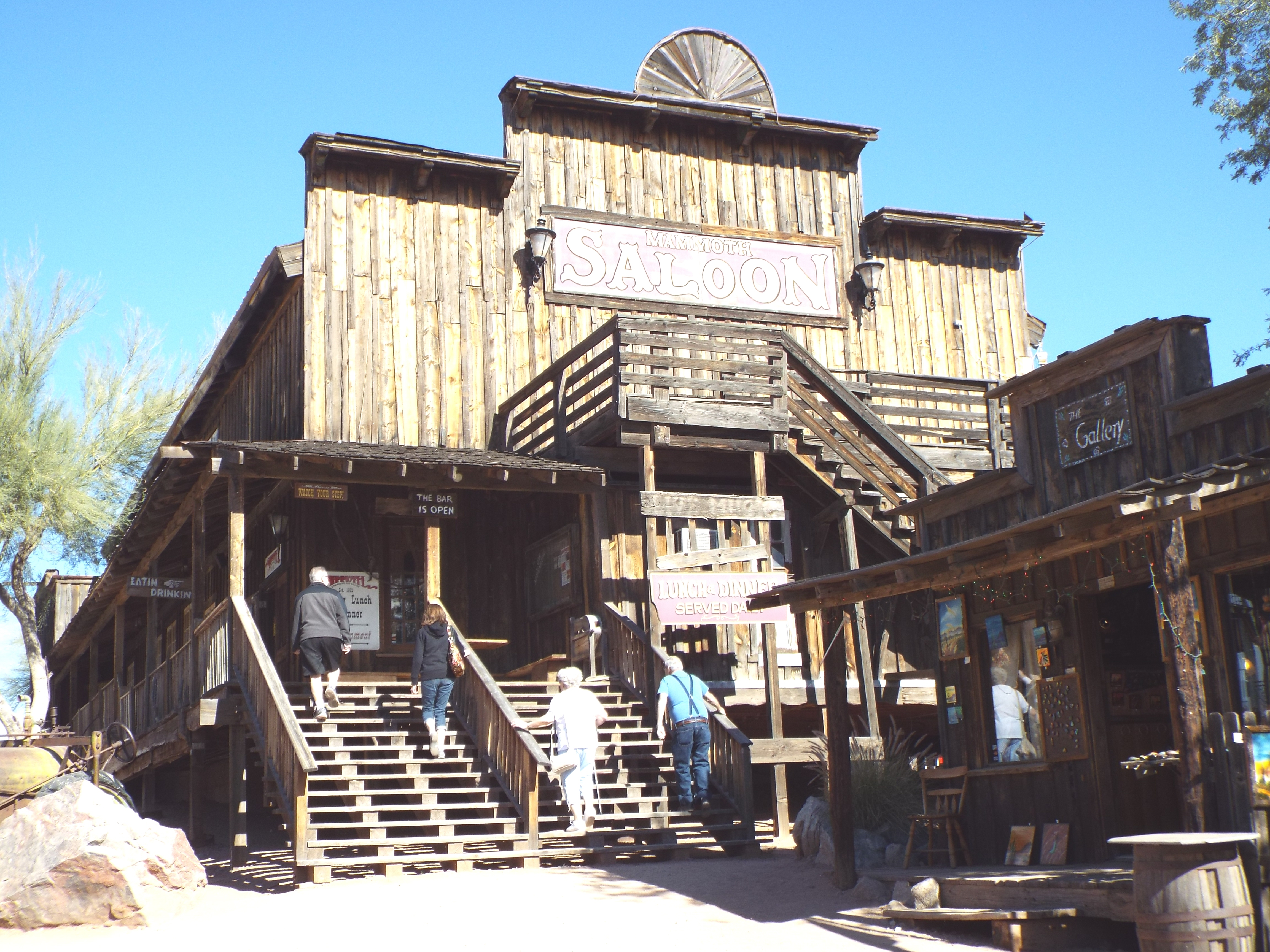
«Mammoth Steak House and Saloon» в Ґолдфілді, Аризона, збудований в 1893 р.